# Garsebacher Schweiz
Die Garsebacher Schweiz und der Götterfelsen sind Naturdenkmäler im Landschaftsschutzgebiet Triebischtäler im Landkreis Meißen in Sachsen. Sie befinden sich linksseitig der Triebisch zwischen der Einmündung der Kleinen Triebisch und dem Stadtgebiet von Meißen. Der etwa dreieinhalb Kilometer lange Gangzug zwischen Korbitz und Garsebach gilt als das größte Pechsteinvorkommen der Erde.

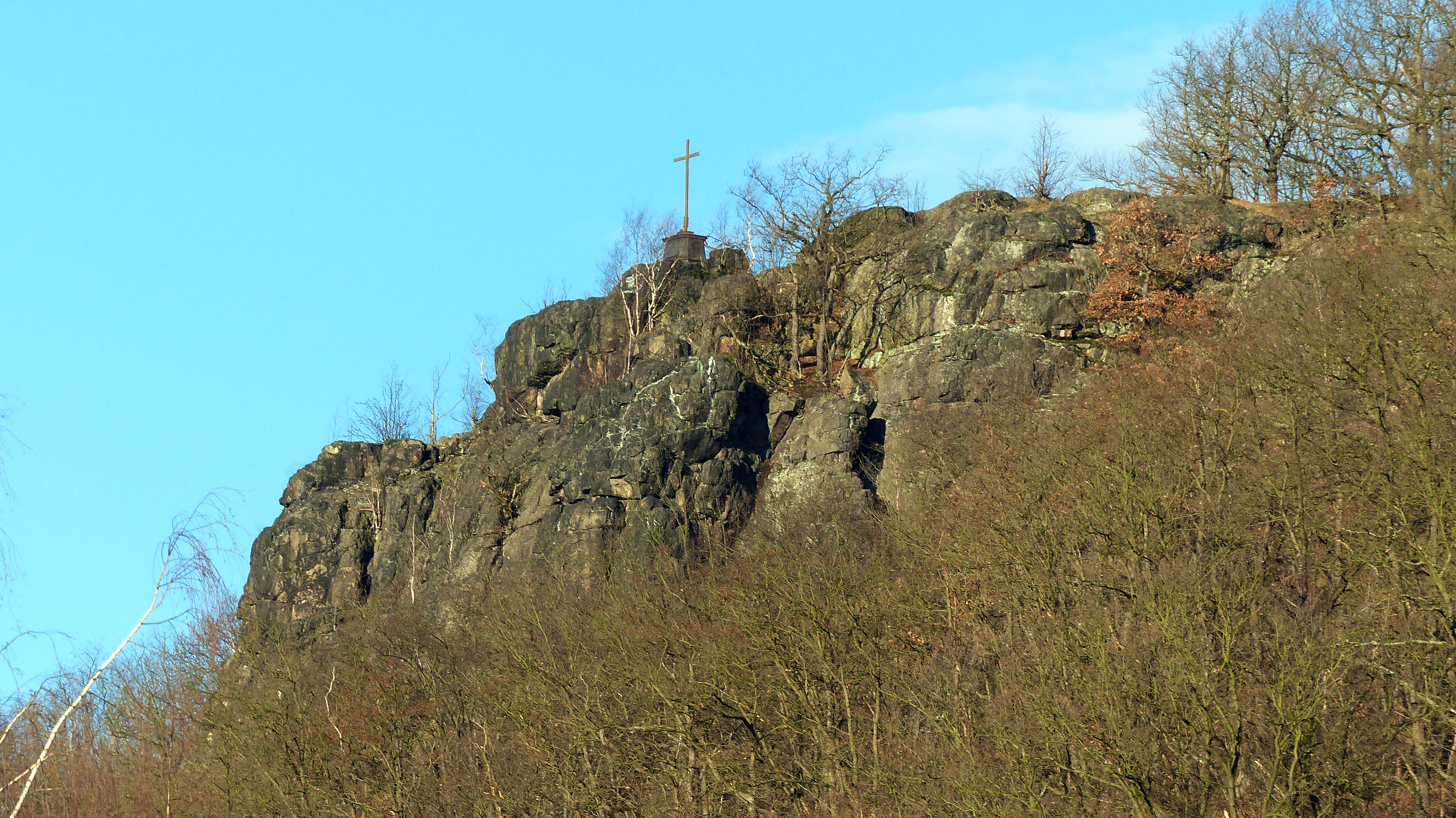
Blick auf den Götterfelsen

## Garsebacher Schweiz

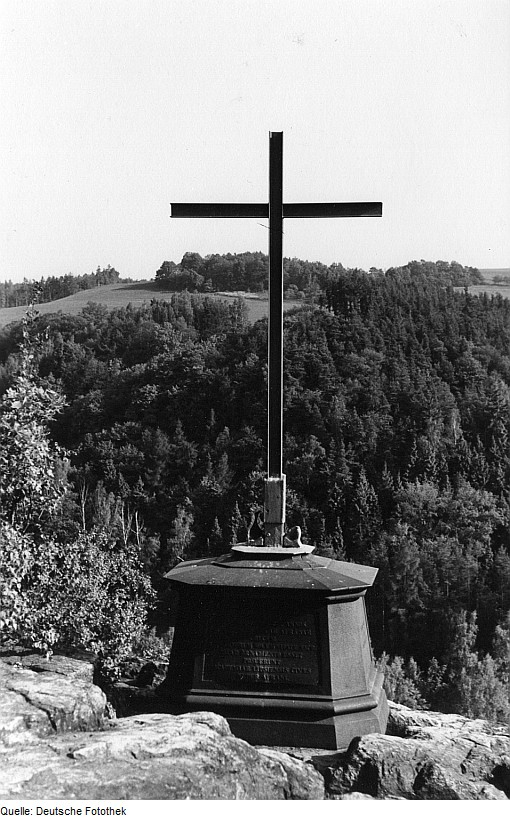
Blick vom Götterfelsen (1981)

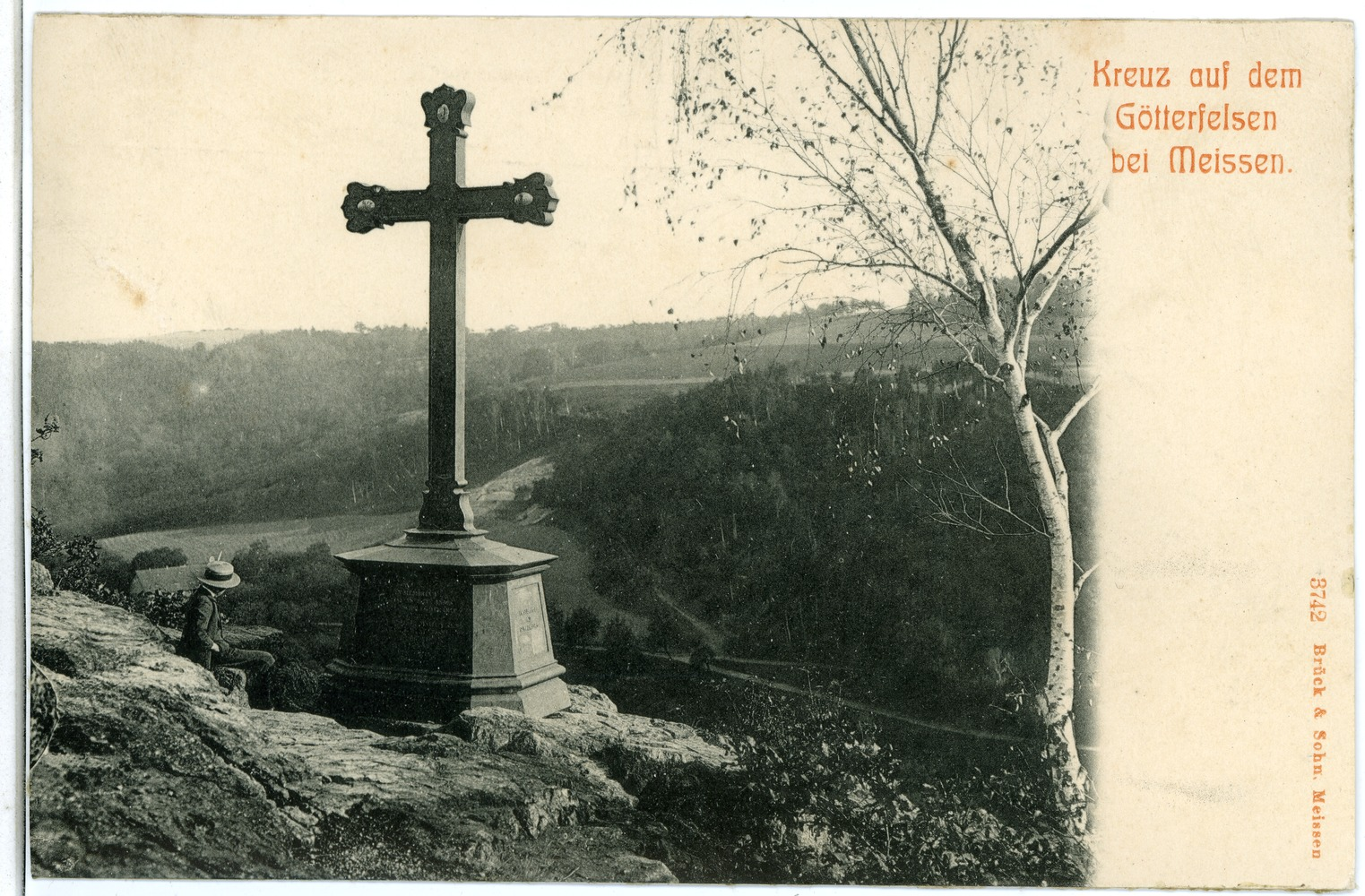
Kreuz auf dem Götterfelsen (1903)

Die Felsklippen der Garsebacher Schweiz liegen beim Ortsteil Garsebach der Gemeinde Klipphausen zwischen den Häusern von Obergarsebach und der Fichtenmühle. Sie bestehen aus grünem Pechstein und Felsit. An der Fichtenmühle bestand in der Vergangenheit ein Steinbruch, das dort gebrochene vulkanische Glas (Obsidian) fand als Rohstoff zur Flaschenglasproduktion Verwendung. Koordinaten: 51° 7′ 59″ N, 13° 26′ 40″ O

## Götterfelsen
Der Götterfelsen befindet sich wenig flussabwärts zwischen dem Meißener Ortsteilen Dobritz und Buschbad. Er erhebt sich 60 m über dem Tal der Triebisch und bietet einen guten Ausblick nach Südwesten in das Meißner Hochland. Der Fels besteht aus Pechstein, der an Klüften zu Felsit entglast ist. 
Koordinaten: 51° 8′ 2″ N, 13° 27′ 13″ O
Auf dem Felsen befindet sich ein 1843 errichtetes eisernes Gipfelkreuz, das in lateinischer Inschrift an die Gründung der Landesschule St. Afra erinnert.

## Hohe Eifer
Nördlich des Götterfelsens befindet sich ebenfalls linksseitig des Flusses zwischen dem Buschbad und Triebischtal Hohe Eifer (214 m ü. NN). Nach Osten fällt die Hohe Eifer über einen Felsabbruch 80 Meter zur Sohle der Triebisch ab. In diesem Bereich besteht eine etwa 300 Meter breite Pechsteinzone mit rotbraunen und violetten Biotit- und Plagioklas-Einschlüssen. Nach Norden schließt sich das Kerbtal eines Bächleins an.
Koordinaten: 51° 8′ 13″ N, 13° 27′ 11″ O
Gegenüber dem Buschbad befinden sich im Steilhang die Reste mehrerer Steinbrüche.

Panorama
360°-Panorama Götterfelsen

### Wallanlage Hohe Eifer
Auf der mit Mischwald bestandenen Steilkuppe befinden sich Reste einer frühzeitlichen Wallanlage. Das Bodendenkmal weist eine Fläche von 100 × 120 Meter auf und ist eine Fundstätte von Keramiken der Lausitzer Kultur sowie des Hochmittelalters. Hier vermuteten Ursinus (1788) und darauf aufbauend Karl Benjamin Preusker (1844) die böhmische Burg Gvozdec:
- Die nahe bei Meißen durch den Böhmen=Herzog Wratislaw angelegte erste Burg Guozdek wird mit viel Wahrscheinlichkeit auf dem Gipfel der hohen Eifer, die gleichnamige zweite 1088 auf dem Burgberge in Keilbusch angenommen; von beiden bald darauf zerstörten Burgen haben sich keine Ueberreste erhalten, zumal da es nur leichte, flüchtige Baue seyn konnten.[1]

Nach derzeit Herrschender Lehre (2018) würde es sich bei Gvozdec um die Burgwallanlagen Niederwartha handeln. Auch diese Meinung ist nicht völlig sicher. Fest steht nur, dass das oppidum Gvozdec als castrum prope urbem Missen (Burg in der Nähe der Stadt Meißen) bezeichnet wurde.